# Niederländische Cricket-Nationalmannschaft in Südafrika in der Saison 2022/23
Die Tour der niederländischen Cricket-Nationalmannschaft nach Südafrika in der Saison 2022/23 fand vom 31. März bis zum 2. April 2023 statt. Die internationale Cricket-Tour war Bestandteil der Internationalen Cricket-Saison 2022/23 und umfasste zwei ODIs. Die ODIs waren Bestandteil der ICC Cricket World Cup Super League 2020–2023. Südafrika gewann die Serie 2–0.

## Vorgeschichte
Südafrika spielte zuvor eine Tour gegen die West Indies, die Niederlande eine ODI-Serie in Simbabwe. Die beiden Mannschaft bestritten in der Saison 2021/22 eine ODI-Serie in Südafrika gegeneinander, die jedoch auf Grund des Aufkommens einer neuen COVID-19 Variante abgebrochen wurde. Die ausbleibenden Spiele wurden mit dieser Tour nachgeholt und ermöglichten es Südafrika sich eine gute Ausgangsposition in der Qualifikation für den Cricket World Cup 2023 zu erspielen.

## Stadion
Das folgende Stadion wurde für die Tour als Austragungsort vorgesehen.
| Stadion           | Stadt        | Kapazität | Spiele |
| ----------------- | ------------ | --------- | ------ |
| Willowmoore Park  | Benoni       | 20.000    | 2. ODI |
| Wanderers Stadium | Johannesburg | 34.000    | 3. ODI |

## Kaderlisten
Südafrika benannte seinen Kader am 27. März 2023.
| ODI | ODI |
| Südafrika | Niederlande |
| --- | --- |
| - Temba Bavuma (K) - Quinton de Kock (wk) - Bjorn Fortuin - Reeza Hendricks - Marco Jansen - Heinrich Klaasen - Sisanda Magala - Aiden Markram - David Miller - Lungi Ngidi - Anrich Nortje - Wayne Parnell - Kagiso Rabada - Tabraiz Shamsi - Rassie van der Dussen | - Scott Edwards (K, wk) - Shariz Ahmad - Musa Ahmad - Wesley Barresi - Tom Cooper - Aryan Dutt - Vivian Kingma - Fred Klaassen - Ryan Klein - Teja Nidamanuru - Max O’Dowd - Vikramjit Singh - Roelof van der Merwe - Paul van Meekeren |

## Tour Match
| 28. März Scorecard | Pretoria (LVO) | Niederlande 207 (50)                              | – | South African Invitation XI 208-7 (36) |
|                    |                | South African Invitation XI gewinnt mit 3 Wickets |   |                                        |

## One-Day Internationals

### Erstes ODI in Harare
| 31. März Scorecard | Benoni | Niederlande 189 (46.1)          | – | Südafrika 190-2 (30) |
|                    |        | Südafrika gewinnt mit 8 Wickets |   |                      |

Südafrika gewann den Münzwurf und entschied sich als Feldmannschaft zu beginnen. Die Niederlande begann mit Vikramjit Singh und Max O’Dowd. O’Dowd schied nach 18 Runs aus und wurde durch Musa Ahmad gefolgt. Singh verlor dann sein Wicket nach 45 Runs und Ahmad fand mit Teja Nidamanuru einen weiteren partner, bevor er nach 17 Runs ausschied. An der Seite von Nidamanuru erreichte Aryan Dutt 12 Runs, bevor Nidamanuru nach 48 Runs ausschied. Beste südafrikanische Bowler waren Tabraiz Shamsi mit 3 Wickets für 25 Runs und Sisanda Magala mit 3 Wickets für 37 Runs. Für Südafrika bildete Eröffnungs-Batter Temba Bavuma zusammen mit dem dritten Schlagmann Rassie van der Dussen eine Partnerschaft. Van der Dussen schied nach 31 Runs aus und Bavuma konnte zusammen mit Aiden Markram die Vorgabe im 30. Over einholen. Bavuma erzielte dabei ein Fifty über 90* Runs und Markram über 51* Runs. Die niederländischen Wickets erzielten Aryan Dutt und Fred Klaassen. Als Spieler des Spiels wurde Sisanda Magala ausgezeichnet.

### Zweites ODI in Harare
| 2. April Scorecard | Johannesburg | Südafrika 370-8 (50)           | – | Niederlande 224 (39.1) |
|                    |              | Südafrika gewinnt mit 146 Runs |   |                        |

Die Niederlande gewann den Münzwurf und entschied sich als Feldmannschaft zu beginnen. Nachdem die Eröffnungs-Batter für Südafrika die ausschieden bildeten Rassie van der Dussen und Aiden Markram eine Partnerschaft. Van der Dussen schied nach 25 Runs aus und der für ihn hereinkommende Heinrich Klaasen erzielte 28 Runs. Daraufhin kam David Miller ins Spiel. Zusammen erzielten Miller und Markram dann eine Partnerschaft über 199 Runs, bevor Markram nach einem Century über 715 Runs aus 126 Bällen sein Wicket verlor. Kurz darauf schied auch Miller nach einem Fifty über 91 Runs aus und der hinkommende Marco Jansen gelang es dann noch 11* Runs hinzuzufügen. Beste niederländische Bowler mit jeweils zwei Wickets waren: Fred Klaassen für 43 Runs, Paul van Meekeren für 79 Runs und Vivian Kingma für 80 Runs. Für die Niederlande bildeten die Eröffnungs-Batter Vikramjit Singh und Max O’Dowd eine Partnerschaft. Singh schied nach 21 Runs aus und wurde gefolgt durch Musa Ahmad. O’Dowd erreichte 47 Runs, woraufhin Wesley Barresi ins Spiel kam. Ahmad verlor dann sein Wicket nach einem Fifty über 61 Runs. An der Seite von Baresi folgte dann Scott Edwards, bevor Baresi nach 29 und Scott nach 42 Runs ausschieden. Den verbliebenen battern gelang es dann nicht mehr die Vorgabe zu gefährden. Bester südafrikanischer Bowler war Sisanda Magala mit 5 Wickets für 43 Runs. Als Spieler des Spiels wurde Aiden Markram ausgezeichnet.
Mit diesem Ergebnis muss Irland gegen Bangladesch im Mai 2023 alle drei ODIs gewinnen, um sich, anstatt Südafrika, für den Cricket World Cup 2023 zu qualifizieren.

## Auszeichnungen

### Player of the Series
Als Player of the Series wurde der folgende Spieler ausgezeichnet.
| Serie | Player of the Series |
| ----- | -------------------- |
| ODI   | Aiden Markram        |

### Player of the Match
Als Player of the Match wurden die folgenden Spieler ausgezeichnet.
| Spiel  | Player of the Match |
| ------ | ------------------- |
| 1. ODI | Sisanda Magala      |
| 2. ODI | Aiden Markram       |